# Camăr (gmina)
Camăr – gmina w Rumunii, w okręgu Sălaj. Obejmuje miejscowości Camăr i Pădureni. W 2011 roku liczyła 1741 mieszkańców.